# Dinocampus coccinellae
Espèce
Dinocampus coccinellae est une guêpe de la famille des braconides. C’est un parasitoïde de Coccinellidae, en particulier de la coccinelle maculée. Lors de la pupaison, qui se produit à l’extérieur de la coccinelle, la larve manipule son hôte pour que celui-ci la protège. Cette relation parasitique est majoritairement mortelle, mais environ 25 % des coccinelles récupèrent malgré tout après l’éclosion et le départ du parasitoïde.

## Synonymes
- Ichneumon coccinellae
- Bracon terminatus
- Perilitus terminatus
- Dinocampus terminatus
- Euphorus sculptus
- Perilitus americanus

## Écologie
La majorité des Dinocampus coccinellae sont des femelles et sont le fruit de la reproduction parthénogénique mais on retrouve quelquefois des mâles, qui sont plus minces et plus sombres,.

### Cycle de vie

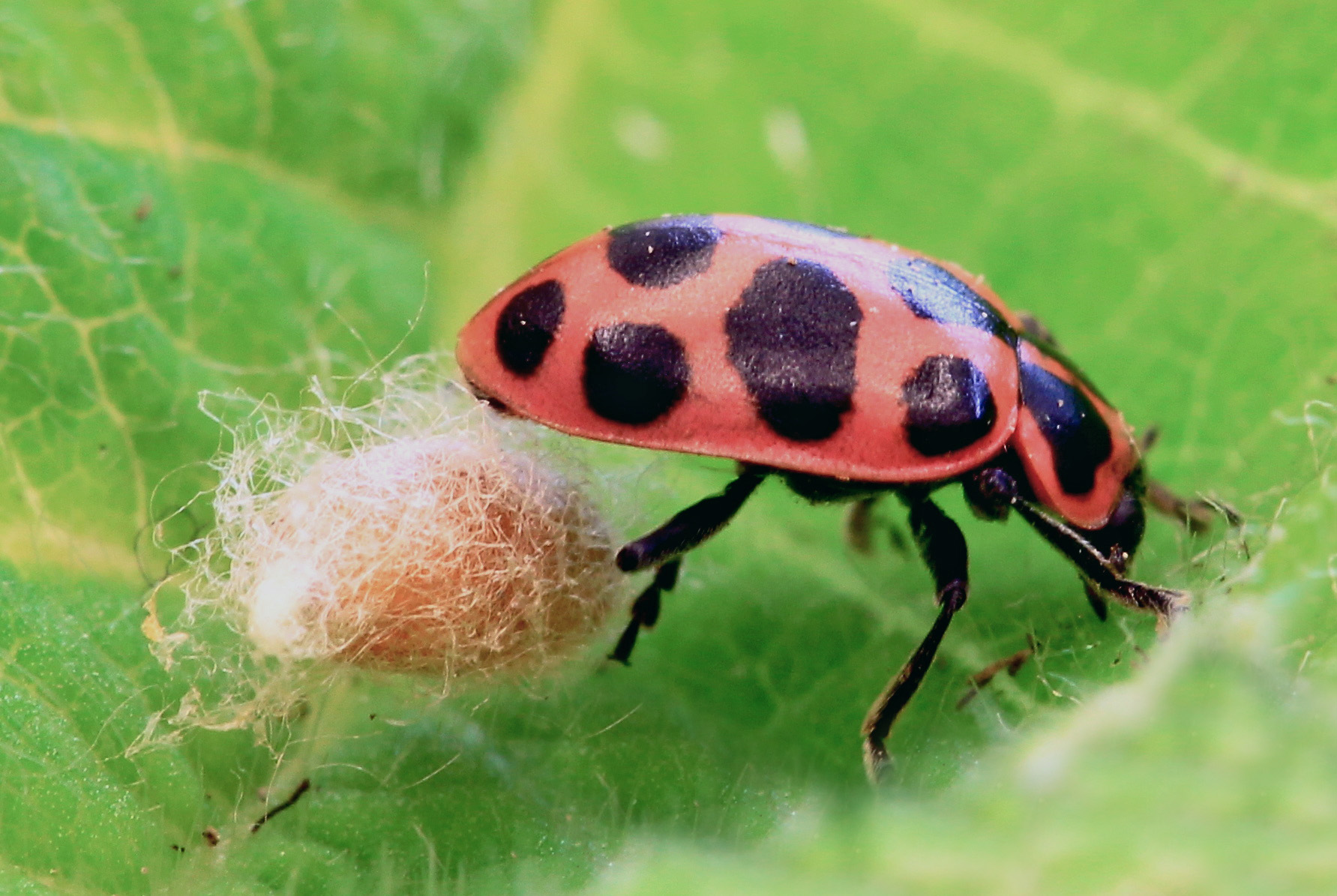
La coccinelle « zombie » protège le cocon de Dinocampus coccinellæ.

D’abord la femelle recherche une coccinelle adulte, préférablement une femelle. Il arrive quelquefois qu’elle parasite un mâle ou encore une larve,. La femelle parasitoïde s’approche de son hôte et pénètre son exosquelette à l’aide de son ovipositeur modifié.

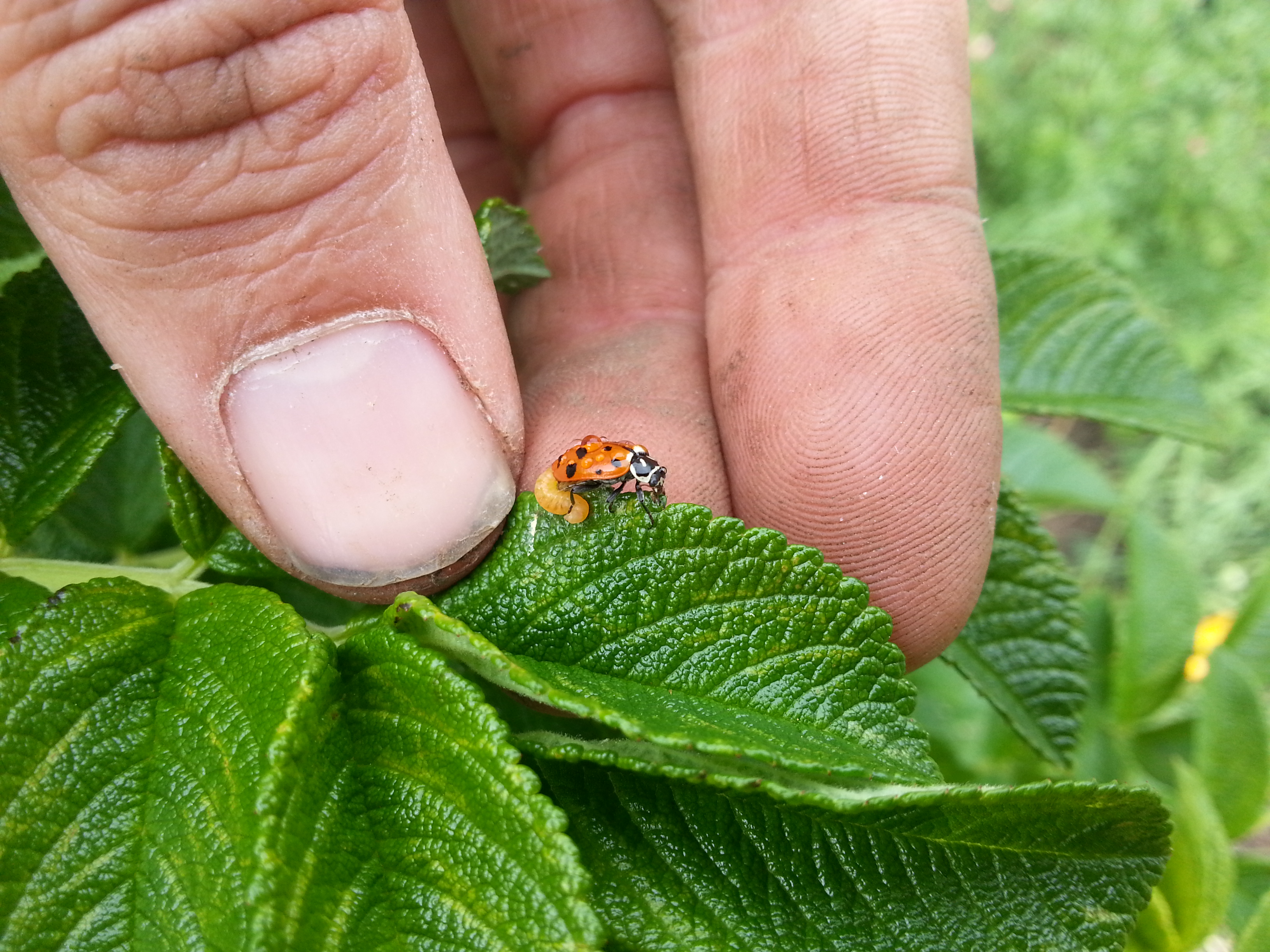
Émergence d’une larve de Dinocampus coccinellæ.

Elle déposera son œuf à l’intérieur de la coccinelle et l’éclosion se produira après 5 à 7 jours. La larve, qui possède de grandes mandibules, s’alimentera d’abord des œufs de la coccinelle. Par la suite, elle dévorera les corps gras ou les gonades de celle-ci.
Le développement larvaire prend de 18 à 27 jours et lors de cette étape, la larve passera par quatre stades larvaires. Pendant ce temps, la coccinelle parasitée continue à s’alimenter jusqu’à l’émergence de la larve. Quand est venu le moment de se chrysalider, la larve paralyse son hôte et émerge de celui-ci. Il tissera alors un cocon entre les pattes de la coccinelle vivante. La coloration vive ou contrastante de l’hôte envoie un message d’avertissement (aposématisme) au prédateur et le cocon en bénéficie.
Le comportement de la coccinelle parasitée est comparée à un zombie par de nombreux écrivains,,. Après 6 à 9 jours, la guêpe émerge de son cocon. Étonnamment, 25 % des coccinelles réussissent à sortir de leur paralysie après l’émergence du cocon. L’effet paralysant pourrait être le résultat d’un virus à ARN,proche du virus de la poliomyélite, baptisé DcPV pour Dinocampus coccinellae paralysis virus (en).

## Importance économique
La coccinelle est un insecte bénéfique en agriculture et peut consommer jusqu'à 5 500 pucerons dans une année. Les parasites de coccinelle représentent donc une menace potentielle pour l’agriculture. En Grande-Bretagne, dans les années 90, le pourcentage de parasitisme de D. coccinellae sur la coccinelle à sept points (Coccinella septempunctata) est passé de 20 à 70 %, menaçant d’avoir un grave impact économique sur les agriculteurs britanniques.